# 外寄生物感染
外寄生物感染是指主要由外寄生物引起的寄生虫病。外寄生物即暂时或永久寄生于宿主体表的寄生物。
例如：
- 疥疮
- 陰蝨
- 頭蝨
- 鳕鱼蠕虫（英语：Lernaeocera branchialis）

## 治疗
治疗外寄生物感染常使用杀外寄生虫药，以杀死外寄生物。常用杀外寄生虫药有百滅寧、硫、林丹、滴滴涕、苯甲酸苄酯、伊維菌素和克罗米通等。